# Arbeitsgemeinschaft von Jugendbuchverlagen
Die Arbeitsgemeinschaft von Jugendbuchverlagen e. V. (avj) ist der Fachverband für Verlage, die Kinder- und Jugendbücher, aber auch audiovisuelle Medien, Kalender, BuchPlus-Produkte für Kinder und Jugendliche herausgeben. Sie wurde im Jahre 1950 gegründet.
Zurzeit gehören ihr mehr als 90 Verlage aus Deutschland, Österreich und der Schweiz an. Im Mittelpunkt ihrer Aktivitäten steht die Interessenvertretung und die Vernetzung der ihr angehörigen Verlage sowie die Förderung der Kinder- und Jugendliteratur und des Lesens.

## Vorstand
Der Vorstand besteht aus vier ehrenamtlich arbeitenden Personen aus der Verlagsbranche, dem ein Beirat beratend zur Seite steht. Zur Führung der zweiköpfigen Geschäftsstelle ist eine Geschäftsführung angestellt. Der Sitz der avj-Geschäftsstelle ist in Frankfurt am Main.

### Vorstände Wahlperiode 2022–2024
- Bernd Herzog (Vorsitz), frechverlag
- Franziska Hauffe, Klett Kinderbuch Verlag
- Kristy Koth, Edition bi:libri
- Barbara Thieme, Dorling Kindersley[2]

## Aktionen

### Aktuelle Aktionen

#### Frankfurter Erklärung
Als Folge einer verbandsinternen Umfrage veröffentlicht die avj im Oktober 2022 die Frankfurter Erklärung. Viele der Verlagshäuser erhalten zunehmend E-Mails, Briefe und Anrufe, in denen um kostenfreie Bücher für ihre Kita-, Klassen- und Schulbibliotheken sowie für ihre Arbeit als Literaturpädagogen gebeten wird. Die durch schlechte Finanzierung der Bibliotheken entstehenden Engpässe können von den Verlagen in dem Maße nicht ausgeglichen werden. Gerade in Zeiten von steigenden Preisen für Papier, Energie und Fracht können die Mitgliedsverlage diese Anfragen nicht auffangen. Daneben kommt Kinder- und Jugendliteratur aber auch ein gesellschaftlicher Wert und eine besondere Bedeutung zu. Denn Kinder- und Jugendbücher bilden die Grundlage für Lesekompetenz, Bildungserfolge und schlussendlich gesellschaftliche Teilhabe. Die Kulturtechnik Lesen ist Voraussetzung für selbstständig denkende Bürgerinnen und damit eine wesentliche Säule der demokratischen Grundordnung. Daher hat die avj Forderungen an die Politik formuliert:
- ein klares Bekenntnis der politischen Entscheider zur Notwendigkeit des Ausbaus der Lese- und Medienkompetenz
- die Weiterführung des Sprachförderprogramms „Sprach-Kitas“
- Fördertöpfe der öffentlichen Hand für die Ausstattung von Kita, Klassen-, Schul- und Institutsbibliotheken
- die Verankerung von Literaturvermittlung in außerschulischen Betreuungsangeboten und
- gezielt wirkende Förderprogramme für leseschwache Kinder und Jugendliche.[3]

#### Marktforschungsstudie „Bock auf Buch! Wie junge Menschen heute Bücher finden und kaufen“
Gemeinsam mit dem Börsenverein des Deutschen Buchhandels untersuchte die avj für die Marktforschungsstudie „Bock auf Buch! Wie junge Menschen heute Bücher finden und kaufen“, welche Aspekte beim Bücherkauf für junge Menschen ausschlaggebend sind. Auf der Leipziger Buchmesse 2024 wurden die Ergebnisse veröffentlicht und mit dem Erscheinen der Podcast-Miniserie „Bock auf Buch!“ begleitet. Die Studie wurde von Consumer Panels Services GfK durchgeführt.

#### Lesen für alle!
Im Kontext der Frankfurter Erklärung entstand die Aktion „Lesen für alle!“, die auf der Frankfurter Buchmesse 2024 gelauncht wurde. Gemeinsam mit dem Infografiker Ole Häntzschel und dem Tessloff Verlag ist ein ABC-Plakat entstanden, das Fakten rund um den Stand der Lesekompetenz in Deutschland eindringlich vermittelt. Das Plakat wird auf Anfrage kostenfrei an alle Interessierten versandt.

#### Lese-Reise zum Welttag des Buches
Zum Welttag des Buches verlost die avj in Kooperation mit der Stiftung Buchkultur und Leseförderung des Börsenvereins des Deutschen Buchhandels e. V. kostenlose Lesungen an Buchhandlungen in ganz Deutschland. Die avj-Verlage stellen ihre Autoren kostenlos für Lesungen zur Verfügung und Buchhandlungen können sich um diese Lesungen bewerben.

### Vergangene Aktionen

#### Kinderbuchhandlungspreis
Der Kinderbuchhandlungspreis wurde von 2004 bis 2014 einmal jährlich an die kreativsten Buchhandlungen aus Deutschland, Österreich und der Schweiz verliehen. Eine Jury suchte aus allen Bewerbungen die besten Aktionen aus. Gekürt wurden drei Hauptgewinner nebst Bundeslandsiegern sowie je ein Gewinner für die Schweiz und für Österreich. Die Preisverleihung fand auf der Leipziger Buchmesse statt. 2015 wurde der Kinderbuchhandlungspreis bis auf Weiteres eingestellt.

#### avj medienpreis
Von 2012 bis 2021 verlieh die avj den avj medienpreis. Honoriert wurde dabei hervorragendes journalistisches Engagement im Bereich Kinder- und Jugendbuch/-hörbuch. Preisträger konnten Journalisten, eine Zeitschrift, eine Zeitung, eine TV-Sendung, eine Hörfunk-Sendung, ein Internetportal oder ein anderes Medium sein. Der Preis wurde jährlich auf der Leipziger Buchmesse verliehen.
Bisherige Preisträger waren:
- 2012 Anke Sperl und die Sendung quergelesen für ihr Engagement im Bereich Kinder- und Jugendbuch/-hörbuch
- 2013 Christine Knödler und Stefanie Leo, Macherin der Kinderbuchseite www.buecherkinder.de
- 2014 Verena Hoenig für ihr Engagement im Bereich Kinder- und Jugendbuch
- 2015 Susanna Wengeler, Redakteurin für das Branchenmagazin BuchMarkt
- 2016 Franz Lettner und Team von 1000 und 1 Buch
- 2017 Sylvia Mucke und Christine Paxmann für das Team der Zeitschrift Eselsohr
- 2018 Roswitha Budeus-Budde, Journalistin
- 2019 Maren Bonacker, Journalistin und Leiterin der Abteilung für Kinder- und Jugendliteratur der Phantastischen Bibliothek Wetzlar
- 2020 Janett Cernohuby (Onlineredaktionen Janetts Meinung und Bücherkarussell) und Ute Wegmann (Die besten 7 / Deutschlandfunk)
- 2021 → Shortlist[8]

## Publikationen

### Kinder- und Jugendbuchverlage A – Z
2016 ist das Branchenverzeichnis „Kinder- und Jugendbuchverlage A–Z“ von der Printversion auf eine Website umgezogen und existiert seither online. Mitglieder stellen sich hier mit ihren Adressen und Ansprechpersonen, Verlagsprofilen und Programmschwerpunkten vor. Außerdem können Verlagsvorschauen, Veranstaltungen und Stellenangebote hochgeladen werden. Auf der Seite befinden sich weiterhin Anschriften und Informationen rund um Kinder- und Jugendmedien. Dazu zählen die Adressen von Forschungs- und Sammelstellen sowie der Fachzeitschriften. Zudem gibt es eine Übersicht von Empfehlungslisten zur Kinder- und Jugendliteratur, eine Auswahl neuerer Publikationen sowie Hinweise auf verschiedene Preise und Auszeichnungen für Kinder- und Jugendbücher in Deutschland, Österreich und der Schweiz. Die Seite wird halbjährlich aktualisiert und soll einen Einblick in das Verlagsgeschehen der Kinder- und Jugendliteratur geben.

### New Children’s Books Rights Guide
Jährlich veröffentlicht die avj den Katalog „New Children’s Books Rights Guide“, in dem die Mitgliedsverlage ihre aktuellen Lizenzhighlights präsentieren. Der Katalog erscheint als Printauflage und als Digitalprodukt über Book2Look.